# Mesogloia
Genre
Synonymes
- Trichocladia Harvey, 1836[2]

Mesogloia est un genre d’algues brunes de la famille des Chordariaceae.

## Liste d'espèces
Selon AlgaeBase (3 février 2019) :
- Mesogloia coccinea C.Agardh
- Mesogloia lanosa P.Crouan & H.Crouan
- Mesogloia mediterranea J.Agardh
- Mesogloia nemalion (Bertoloni) Solier
- Mesogloia tingitana Schousboe (Sans vérification)
- Mesogloia vermiculata (Smith) S.F.Gray

Selon ITIS (3 février 2019) et NCBI (3 février 2019) :
- Mesogloia vermiculata (Smith) S.F.Gray 1821

Selon World Register of Marine Species (3 février 2019) :
- Mesogloia coccinea C.Agardh, 1824
- Mesogloia lanosa P.L.Crouan & H.M.Crouan, 1867
- Mesogloia mediterranea J.Agardh, 1842
- Mesogloia tingitana Schousboe
- Mesogloia vermiculata (Smith) S.F.Gray, 1821